# Gotarze II
Gotarze II (... – 51) è stato un sovrano dei Parti tra il 40 e il 51 in opposizione al fratello Vardane I.

## Biografia
Era figlio di Artabano II; quando suo padre morì nel 38 circa e il fratello Vardane I gli succedette al trono, Gotarze si ribellò. Divenne subito odiato per la sua crudeltà - tra gli altri assassinò il fratello Artabano con tutta la sua famiglia - e Vardane riguadagnò il trono, costringendo Gotarze a fuggire in Ircania, dove assoldò un esercito di nomadi Dahai. La guerra tra i due fratelli ebbe fine con un trattato di pace, in quanto entrambi temevano una cospirazione della nobiltà. Gotarze tornò in Ircania, ma quando il fratello fu assassinato nel 47 circa gli succedette al trono come unico sovrano.
Il malcontento causato dalla sua crudeltà e dal lusso in cui viveva, convinse la fazione a lui ostile ad appellarsi all'imperatore romano Claudio affinché inviasse in patria il principe arsacide Meherdates, che viveva a Roma come ostaggio, ma dopo aver attraversato l'Eufrate nel 49, Meherdates fu sconfitto e preso prigioniero da Gotarze, che gli fece mozzare le orecchie. Poco dopo Gotarze morì di malattia, secondo quanto riporta Tacito; Flavio Giuseppe racconta invece che fu assassinato. La sua ultima moneta risale al giugno 51.
Gli succedette per un breve regno Vonone II (probabilmente suo fratello) e poi il figlio di Vonone, Vologase I.
Gotarze emise monete con i tipici titoli parti, «re dei re Arsace il benefattore, il giusto, Epiphanes ("illustre"), Philhellen ("amico dei Greci")», senza menzionare il proprio nome.